# Hannah Slater
Hannah Wilkinson Slater (* 1774 in Pawtucket, Colony of Rhode Island and Providence Plantations; † 1812 in den Vereinigten Staaten) war eine US-amerikanische Erfinderin. 1793 erhielt sie ein Patent für Verbesserungen am Baumwollnähgarn. Es war das erste US-Patent, das einer Frau zuerkannt wurde.

## Leben und Werk

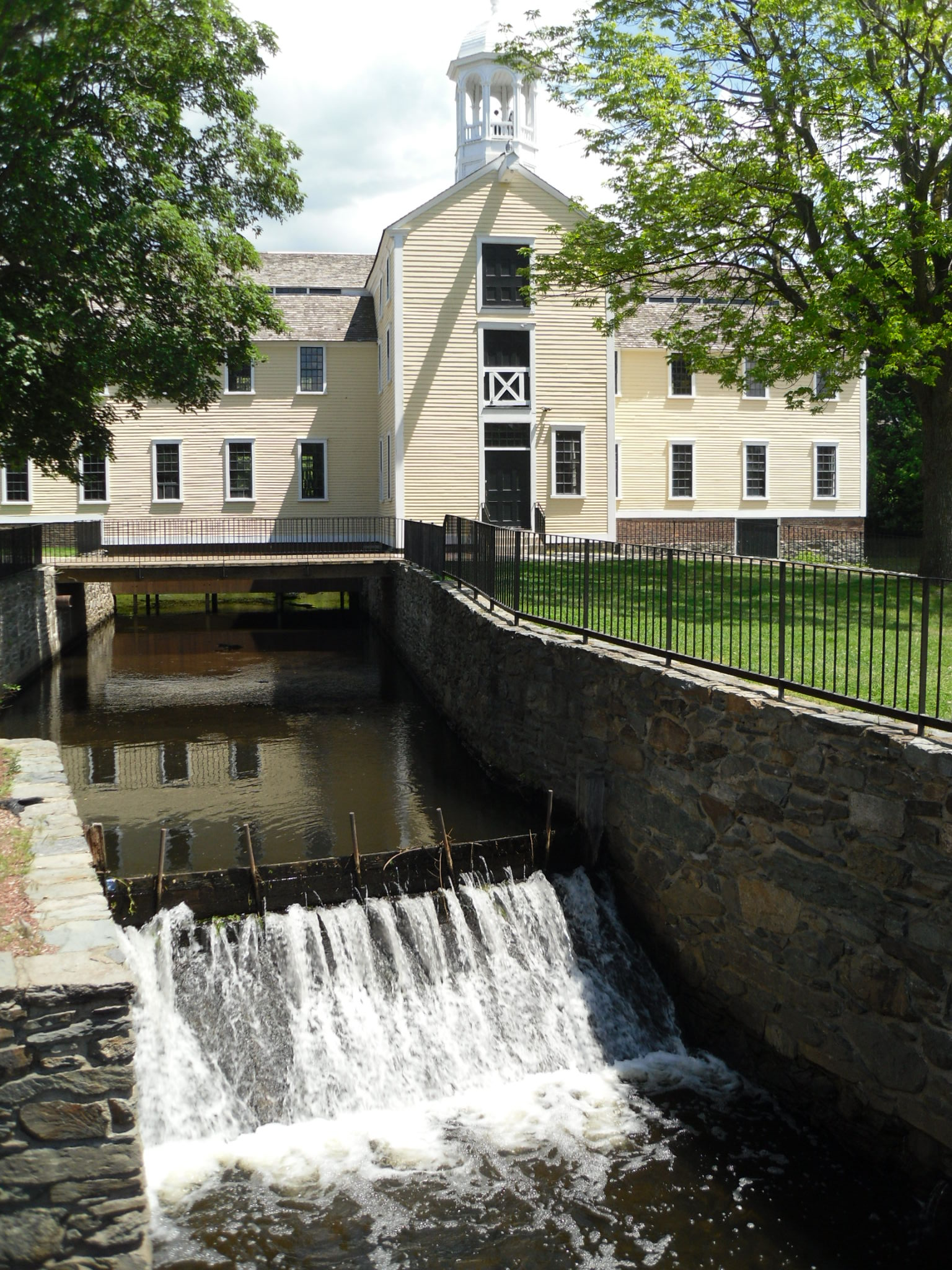
Slater's Mill in Pawtucket, Rhode Island, erbaut um 1790

Wilkinson war die Tochter von acht Kindern eines Geschäftsmannes, der Partner des Abolitionisten und Industriellen Moses Brown war. 1788 baute Brown in Pawtucket eine Fabrik, in der wasserbetriebene Maschinen Baumwollfasern spinnen konnten. Die Maschinen funktionierten allerdings erst 1789, als der aus England stammende Samuel Slater sie mit seiner Kenntnis über englische Spinnmaschinen überwachte. Die Fabrik wurde die erste erfolgreiche wasserbetriebene Baumwollspinnerei in den Vereinigten Staaten. Samuel Slater wurde bald Partner der Firma und heiratete die Tochter des Partners von Brown.
1793 wurde Slater von ihrem Ehemann ein sehr weicher Faden gezeigt, den er aus langstapeliger Surinam-Baumwolle gesponnen hatte und aus dem er Stoffe herstellen wollte. Slater und ihre Schwester experimentierten mit ihrem Handspinnrad und spannen zwei Baumwollstränge zu einem zweilagigen Nähgarn, das stärker und weicher war als Leinengarn, das damals einzige, jedoch nicht sehr widerstandsfähige Nähgarn. Im selben Jahr reichte sie bei dem US-Patentamt ihren Erfindungspatentantrag ein, der auf den Namen Mrs. Samuel Slater ausgestellt wurde.
Slater bekam mit ihrem Ehemann zehn Kinder, von denen vier das Erwachsenenalter nicht erreichten. Sie starb im Alter von 37 Jahren an den Folgen von Komplikationen während der Geburt ihres zehnten Kindes.